# Legions of the North
Legions of the North är det sjunde studioalbumet med det svenska folk metal/viking metal-bandet Månegarm, släppt juni 2013 av skivbolaget Napalm Records.

## Låtlista
1. "Arise" (instrumental) – 2:26
2. "Legions of the North" – 4:43
3. "Eternity Awaits" – 5:16
4. "Helvegr" (Instrumental) – 0:16
5. "Hordes of Hel" – 5:06
6. "Tor hjälpe" – 5:14
7. "Vigverk" (instrumental) – 0:36
8. "Sons of War" – 5:35
9. "Echoes from the Past" – 6:40
10. "Fallen" – 5:21
11. "Forged in Fire" – 6:13
12. "Raadh" – 3:16

- Text: Jonas Almquist (spår 2, 3, 6), Erik Grawsiö (spår 5, 8–11), Jacob Hallegren (spår 12)
- Musik: Jonas Almquist (spår 2, 3, 6), Erik Grawsiö (spår 5, 8–12), Markus Andé (spår 11)

## Medverkande
Musiker (Månegarm-medlemmar)
- Erik Grawsiö – sång, akustisk gitarr, basgitarr
- Jonas Almquist – gitarr
- Markus Andé – gitarr
- Jacob Hallegren –trummor

Bidragande musiker
- Martin Björklund – violin
- Linda Helin Bertilsson – keyboard
- Stina Engelbrecht – sång

Produktion
- Pelle Säther (Per-Olof Uno Michael Saether) – producent, ljudtekniker, ljudmix
- Månegarm – producent
- Markus Andé – ljudtekniker
- Daniel Beckman – mastering
- Marcelo Vasco – omslagsdesign
- Kris Verwimp – omslagskonst
- Jakob Hallegren – foto